# Los Angeles Film Critics Association Award du meilleur film
Le Los Angeles Film Critics Association Award du meilleur film (LAFCA Award for Best Film) est une récompense cinématographique américaine décernée par la Los Angeles Film Critics Association depuis 1975 au cours de la cérémonie annuelle des LAFCA Awards.

## Palmarès

### Années 1970
- 1975 : (ex æquo)
  - Un après-midi de chien (Dog Day Afternoon)
  - Vol au-dessus d'un nid de coucou (One Flew Over the Cuckoo's Nest)
- 1976 : (ex æquo)
  - Rocky
  - Network
- 1977 : La Guerre des étoiles (Star Wars)
- 1978 : Le Retour (Coming Home)
- 1979 : Kramer contre Kramer  (Kramer vs. Kramer)

### Années 1980
- 1980 : Raging Bull
- 1981 : Atlantic City
- 1982 : E.T., l'extra-terrestre (E.T.  The Extra-Terrestrial)
- 1983 : Tendres Passions (Terms of Endearment)
- 1984 : Amadeus
- 1985 : Brazil
- 1986 : Hannah et ses sœurs (Hannah and Her Sisters)
- 1987 : Hope and Glory (Hope and Glory)
- 1988 : La Petite Dorrit (Little Dorrit)
- 1989 : Do the Right Thing

### Années 1990
- 1990 : Les Affranchis (Good Fellas)
- 1991 : Bugsy
- 1992 : Impitoyable (Unforgiven)
- 1993 : La Liste de Schindler (Schindler's List)
- 1994 : Pulp Fiction
- 1995 : Leaving Las Vegas
- 1996 : Secrets et Mensonges (Secrets and Lies)
- 1997 : L.A. Confidential
- 1998 : Il faut sauver le soldat Ryan (Saving Private Ryan)
- 1999 : Révélations (The Insider)

### Années 2000
- 2000 : Tigre et Dragon (Wò Hǔ Cáng Lóng)
- 2001 : In the Bedroom
- 2002 : Monsieur Schmidt (About Schmidt)
- 2003 : American Splendor
- 2004 : Sideways
- 2005 : Le Secret de Brokeback Mountain (Brokeback Mountain)
- 2006 : Lettres d'Iwo Jima (Letters from Iwo Jima)
- 2007 : There Will Be Blood
- 2008 : WALL-E
- 2009 : Démineurs (The Hurt Locker)
  - In the Air  (Up in the  Air) – 2e place

### Années 2010
- 2010 : The Social Network
  - Carlos – 2e place
- 2011 : The Descendants
  - The Tree of Life – 2e place
- 2012 : Amour
  - The Master – 2e place
- 2013 : (ex æquo)
  - Gravity
  - Her
- 2014 : Boyhood
  - The Grand Budapest Hotel – 2e place